# 베냐민 지파
베냐민 지파(히브리어: בִּנְיָמִן‎, 현대 히브리어: Bīnyamīn, 티베리아 히브리어: Bīnyāmīn)는 열두 지파 중 하나로, 야곱과 라헬의 막내 아들 베냐민의 후손이다. 사마리아 오경에서는 '빈야민'(히브리어: בנימים)으로 나타난다.
베냐민 지파는 유다 지파의 북쪽, 북이스라엘 왕국의 남쪽에 위치해 있으며, 초대 이스라엘 왕 사울을 포함해 이스라엘의 여러 군주와 몇몇 초대 판관들의 출신 지파이다. 판관기에 내전으로 인해 지파가 거의 소멸하는 사건이 기록되어 있다. 짧은 통일 이스라엘 왕국의 시대 이후 베냐민 지파는 분열된 두 왕국 중 남쪽의 유다 왕국의 일부가 되었다. 북이스라엘 왕국이 멸망한 후, 베냐민 지파는 모두 남쪽 왕국의 일부로 흡수되었다. 기원전 6세기 초 신바빌로니아 제국이 유다를 멸망시키고 인구를 바빌론으로 추방한 후, 조직화된 부족으로써의 베냐민 지파는 역사에서 사라졌다.

## 어원
구약성경은 라헬이 베냐민을 낳고 죽어가며 '내 고통의 아들'이라는 의미의 "벤오니"로 지은 것을 야곱이 개명해준 것으로 설명한다. 성서비평학자들은 베냐민의 이름에 대한 서로 다른 두 가지 설명이 전해져 오던 것을 이후 편찬자들이 하나로 엮으며 개명의 방식을 차용한 것으로 이해한다. 중세 유대교에서는 야곱의 다른 아이들이 밧단아람에서 태어난데 비해 베냐민은 가나안에서 태어났기 때문에 '남쪽의 아들'이라는 의미로 붙였다는 해석도 제기되었으며, 현대에는 에브라임 지파 내에서의 지위를 반영하여 붙여진 이름이라는 해석도 제시된다. 베냐민 지파의 지리적 위치가 이스라엘 왕국의 남쪽인 것으로부터 '남쪽의 아들'이라는 이름이 붙여진 것이라고도 한다.

## 성경에서

### 출애굽까지
베냐민 지파는 창세기의 야곱의 축복에서는 "물어뜯는 이리"로 묘사되며, 신명기의 모세의 축복에서는 "여호와의 사랑을 입은 자"로 "어깨 사이에 있게 하시리로다"라며 무등을 태운 것처럼 묘사한다.
여호수아에 의한 가나안 정복부터 이스라엘 왕국의 형성 이전까지 베냐민은 느슨한 이스라엘 민족 연합체의 구성원으로 존재했다. 중앙 정부의 통제를 받지 않았으나, 민족적 위기상황을 지날 때에는 판관이라고 부르는 지도자 밑에 뭉쳤다.

### 기브아 전투

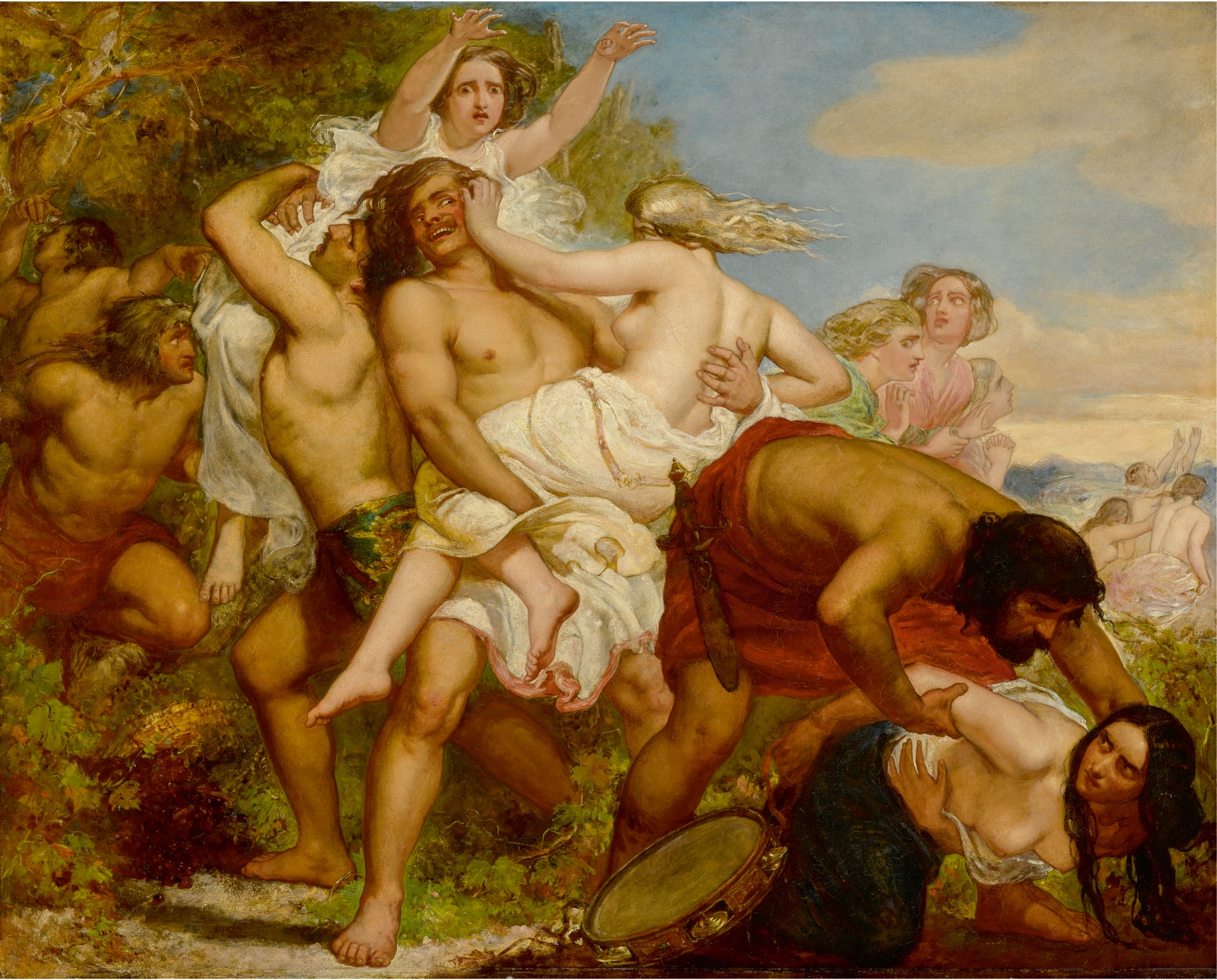
실로의 딸을 납치하는 베냐민 지파. 존 에버렛 밀레이의 1847년 그림.

판관기는 레위 지파의 첩이 베냐민 지파의 패거리에 의해 강간당한 사건을 기록한다. 이후 이것이 기브아에서 벌어진 전투로 이어졌고, 다른 이스라엘 지파들까지 참여한 베냐민 지파에 대한 학살의 결과로 거의 모든 베냐민 지파 사람들이 살해되었다. 육백 명의 베냐민 지파 사람들만이 넉 달 동안 동굴에 숨어 목숨을 보전했다. 본문은 베냐민족 전사들이 패배했음에도 불구하고 "용감한 사람들"이라고 여러 차례 언급한다.
베냐민 지파가 멸족에 이른 것으로 인해 다른 이스라엘 지파들은 비통에 잠긴다. 그들은 이 육백 명의 사람들이 베냐민 지파를 업으로 삼도록 허락하기로 결정하였으나, 이미 아무도 딸을 그들에게 시집보내지 않겠다고 맹세하였으므로, 아무도 그들에게 시집보내지 않았다. 단 야베스 길르앗 사람들은 이날 총회에 참석하지 않았기 때문에 그 성읍 처녀 사백 명을 노략하여 베냐민 지파의 아내로 제공하였다. 아직 아내가 없는 남자들이 이백 명이나 남아 있었으므로, 벧엘에서 세겜으로 올라가는 길목에 있는 실로에서 열리는 잔치에서 춤추는 처녀들을 포도밭에 숨어있다가 납치하여 돌아가 아내로 삼았다.

### 사울
블레셋의 공격이 심화됨에 따라 이스라엘 민족은 기원전 11세기에 강력한 중앙집권적 군주제를 형성했다. 이 국가의 최초의 국왕은 베냐민 지파의 사울이 선출되었다. 당시 베냐민 지파는 모든 지파 중에서 가장 작은 지파로, 사울은 기브아에서 38년 동안 다스렸다.
사울이 죽은 후에도, 유다를 제외한 모든 지파들은 사울의 아들이자 이스라엘의 왕위 계승자인 이스보셋에게 충성을 바쳤다. 그러나 사울 가문과 다윗 가문 사이에 전쟁이 일어났다. 사무엘하 3장의 기록에 따르면 이스라엘의 군사령관 아브넬은 다윗에게 투항하며 이스라엘 지파들이 다윗을 좋게 여긴다는 말을 하며 베냐민 지파를 콕 집어 강조해 말한다. 케임브리지 주석에 따르면 당시 베냐민 지파는 왕의 지파인 까닭에 다윗에게 반대할 확률이 가장 크다고 여겨졌기 때문에 아브넬이 이를 콕 집어 강조해 말한 것이라고 해석한다.

### 이후

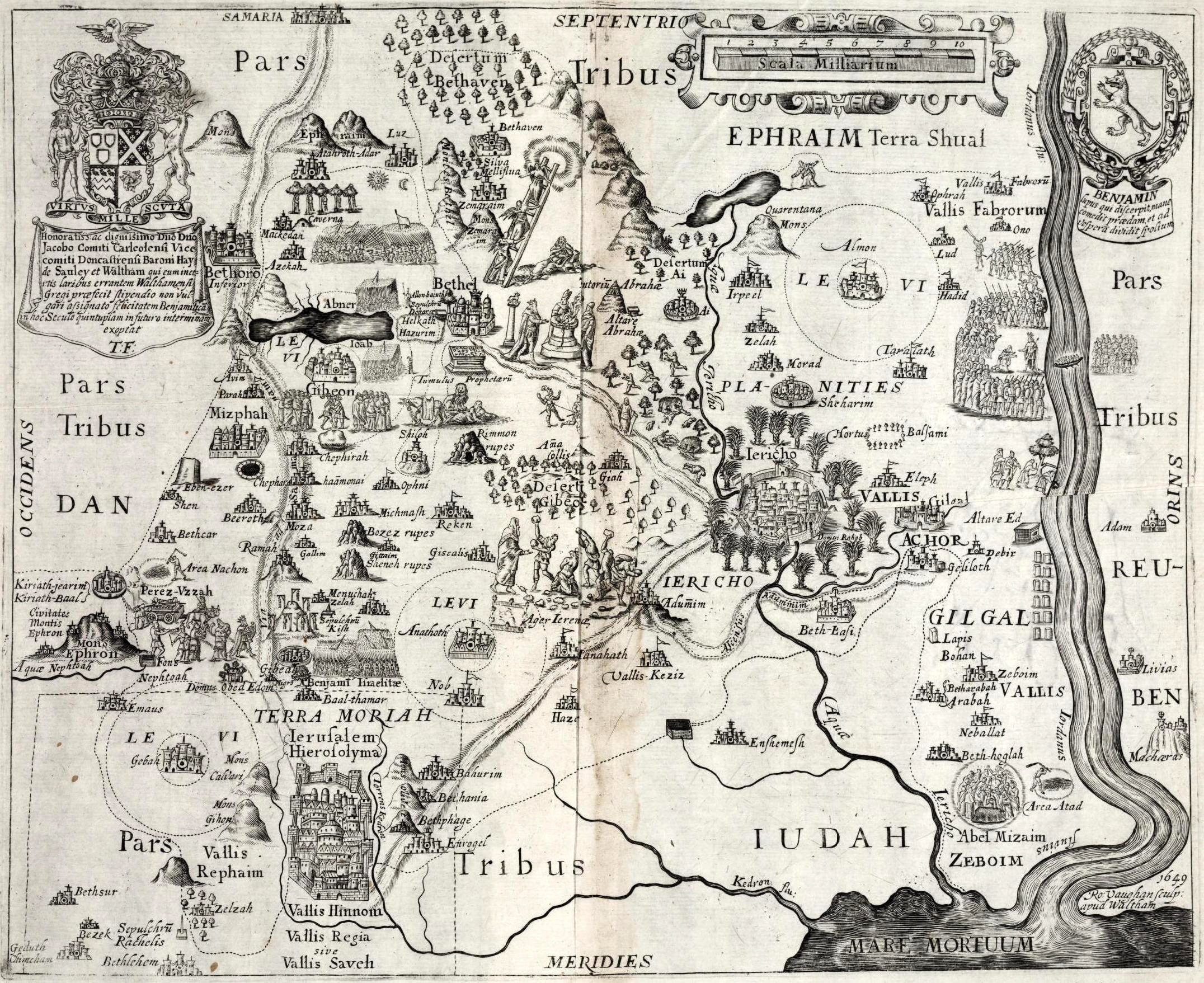
신명기의 삽화에 그려진 베냐민 지파의 땅.

이스보셋이 죽은 뒤에, 베냐민 지파가 북부 이스라엘 지파들에 동참해, 다윗을 이스라엘과 유다 연합 왕국의 왕으로 세웠다. 기원전 930년경 다윗의 손자 르호보암이 즉위하면서 북부 이스라엘 지파들이 독립해 북이스라엘 왕국을 세울 때 베냐민 지파는 유다 왕국에 속하였다.
유다에 뿌리를 둔 다윗 왕조는 유다에서 계속 통치했다. 베냐민 지파는 유다 왕국의 일부로가 되었기 때문에 기원전 740년경 신아시리아 제국에 의해 북이스라엘 왕국이 멸망할 때 파괴를 면했다. 베냐민 지파를 포함한 유다 왕국은 기원전 586년경 신바빌로니아 제국에 정복되어 인구가 바빌론으로 추방되었다. 에스델기에서 모르드개가 베냐민 지파라고 언급은 되지만, 그 후 베냐민 지파와 유다 지파의 구분은 모호해지고 사라진다. 단, 신약성경에서 사도 바울로가 베냐민의 후손으로 언급되긴 한다.

## 같이 보기
- 베냐민
- 신부 납치